# Campeonato Europeo de Esgrima de 2021
El XXXIV Campeonato Europeo de Esgrima se iba a celebrar en Plovdiv (Bulgaria) entre el 14 y el 19 de octubre de 2021 bajo la organización de la Confederación Europea de Esgrima (CEE) y la Federación Búlgara de Esgrima. Pero debido a la pandemia de COVID-19 el evento fue cancelado.